# Hanan Ibrahim
Hanan Ibrahim   (en somalí Xanan Ibraahiim, en árabe: حنان ابراهيم‎) es una activista social de Somalia. Tras la guerra civil en su país se refugió en el Reino Unido donde fundó en 2001 el Grupo Somalí de ayuda a la Familia. Ha creado en Somalia el grupo de trabajo Hermanas Musulmanas contra el Extremismo Violento de Madres Sin Fronteras. 

## Trayectoria
Nació y creció en Somalia y a causa de la guerra civil en su país se trasladó al Reino Unido en 1988. Allí se implicó en el trabajo comunitario y el apoyo a las mujeres y familias de Somalia. Reunió a otras mujeres que habían huido de sus hogares alrededor de la mesa de su cocina en Londres. Les ayudó a aprender inglés ya dominar la vida cotidiana en una cultura extranjera. También invitó a mujeres británicas y miembros de la comunidad asiática a unirse a ellas. "Independientemente de dónde vienen las mujeres, de qué idioma hablan o de su religión, todas tienen algo en común: son madres" asegura.
En Londres, fundó en 2001 el Grupo Somalí de Ayuda a la Familia (SFSG), una organización no gubernamental que trabaja con la diáspora somalí y de manera amplia con la población en Gran Bretaña del Cuerno de África. El SFSG promueve el diálogo y la comprensión interreligiosa y aboga por una mayor participación femenina en diversos temas. También ofrece una variedad de servicios sociales, incluyendo un centro de asesoramiento familiar, unidades de conciencia de salud, ayuda para la búsqueda de empleo y talleres de adquisición de habilidades.
Ha sido vicepresidenta de  Forward, Fundación para la Salud de las Mujeres, Investigación y Desarrollo (2009).
En febrero de 2011 regresó a Mogadiscio donde trasladó la iniciativa Madres sin Fronteras creadoras del programa SAVE (Sisters Against Violent Extremism) Hermanas contra el Extremismo Violento que tiene por objetivo movilizar a las mujeres para que combatan el extremismo en sus propias familias.
En 2012 formó parte del equipo de personas expertas para la redacción de la Constitución Provisional tras la guerra.
En 2013 en el posconflicto de Somalia fue representante de African Initiative for Women reclamando los derechos de las mujeres en el proceso.

## Premios y reconocimientos
- 2004 el Queen's Award for Voluntary Service por su contribución a la sociedad.[6]
- 2009 Embajadora por la paz.
- 2020 Barnet Council Civic Awards.[7]
- 2010 fue nombrada Miembro de la Orden del Imperio Británico por su trabajo comunitario en la organización SFSG.